# 藤原顕綱
藤原 顕綱（ふじわら の あきつな）は、平安時代中期から後期にかけての貴族・歌人。藤原北家道綱流、参議・藤原兼経の三男。官位は正四位下・讃岐守。

## 経歴
治暦年間（1065年-1069年）に和泉守を務めると、丹波守・但馬守・讃岐守と後三条朝から白河朝にかけて地方官を歴任する。その後、出家して讃岐入道と号した。康和5年（1103年）6月27日卒去。享年75。最終官位は前讃岐守正四位下。ただし、翌長治元年（1104年）の藤原俊忠の歌合にその名が見えることから、この没年については疑問もあり、嘉承2年（1107年）頃没という説もある。
歌人として知られ、承暦2年（1078年）の内裏歌合などに出詠。家集として『讃岐入道集』（『顕綱朝臣集』）があり、『後拾遺和歌集』以下の勅撰和歌集に25首が入選している。また古典にも造詣が深く、『万葉集』の書写などを通じてその伝承に貢献した。
母が禎子内親王の乳母であった関係から後三条天皇に近く、次男・有佐は実は後三条天皇の落胤であったと伝えられている。

## 官歴
- 治暦年間：和泉守[1]
- 延久4年（1072年）日付不詳：丹波守[2]
- 承暦2年（1078年）4月28日：見丹波守[3]
- 承暦3年（1079年）4月11日：讃岐守[4]
- 康和5年（1103年） 6月27日：卒去（前讃岐守正四位下）[5]

## 系譜
- 父：藤原兼経
- 母：藤原明子（弁乳母） - 藤原順時の娘
- 妻：藤原隆経の娘
  - 男子：藤原家通（1056-1116）
  - 男子：藤原道経
  - 女子：藤原兼子（伊予三位、1050-1133） - 藤原敦家室、堀河天皇乳母
- 妻：平親子（侍従内侍） - 平経国の娘
  - 男子：藤原有佐（?-1131） - 後三条天皇の落胤[6]
- 生母不詳の子女
  - 女子：藤原長子（1079-?） - 讃岐典侍